# R. I. Page
Raymond Ian Page est un historien britannique né le 25 septembre 1924 à Sheffield et mort le 10 mars 2012 à Cambridge.

## Biographie
Originaire de Sheffield, dans le Yorkshire, Raymond Page est scolarisé à la King Edward VII School. Durant la Seconde Guerre mondiale, il suit une formation d'ingénieur mécanique pour servir dans la Royal Navy. Après la fin du conflit, il s'inscrit à l'université de Sheffield pour y étudier la langue anglaise. Il devient assistant lecteur à l'université de Nottingham en 1951 avant de rejoindre l'université de Cambridge en 1962. Il enseigne au département d'anglo-saxon du Corpus Christi College jusqu'à sa retraite, en 1991, d'abord comme lecteur, puis comme reader et enfin comme professeur Elrington and Bosworth à partir de 1984. Au sein du college, il exerce également la charge de bibliothécaire de la bibliothèque Parker, la collection de manuscrits de l'archevêque Matthew Parker, de 1965 à 1991.
Le domaine de spécialité de Raymond Page est la runologie. Il est l'auteur de plusieurs ouvrages sur ce sujet, dont An Introduction to English Runes (1973), un ouvrage fondamental pour l'étude des runes anglo-saxonnes. Il s'oppose aux interprétations romanesques de son sujet et se décrit lui-même comme « runologue sceptique ».

## Quelques publications
- 1960 : Gibbon's Saga (en) (éd.)
- 1970 : Life in Anglo-Saxon England
- 1973 : An Introduction to English Runes
- 1985 : Anglo-Saxon Aptitudes
- 1987 : Norse Myths: Reading the Past
- 1990 : Runes
- 1993 : Matthew Parker and His Books
- 1995 : Chronicles of the Vikings: Records, Memorials and Myths
- 1995 : Runes and Runic Inscriptions: Collected Essays on Anglo-Saxon and Viking Runes
- 1999 : The Icelandic Rune-Poem
- 1999 : An Introduction to English Runes (deuxième édition)